# Aleksandr Ivànovitx Marinesko
Aleksandr Ivànovitx Marinesko (rus: Александр Иванович Маринеско, ucraïnès: Олександр Iвановiч Марiнеско, transliterat Oleksandr Ivànovitx Marinesko; romanès: Alexandru Marinescu; 15 de gener de 1913 – 25 de novembre de 1963) va ser un mariner soviètic, i durant la Segona Guerra Mundial, va comandar el submarí S-13, que enfonsà el vaixell alemany Wilhelm Gustloff, que ocasionà més de 10.000 víctimes.

## Biografia
Nascut a Odessa, Marinesko era fill d'un mariner romanès i d'una dona ucraïnesa. El seu pare s'havia embarcat cap a Rússia després de colpejar a un oficial, instal·lant-se a Odessa, i canviant la darrera "u" del seu nom per una "o". Alexandr s'entrenà a la Marina Mercant Soviètica i a la Flota del Mar Negre. El 1939 havia completat cursos especials de guerra submarina, sent posteriorment traslladat a un càrrec de comandament a la Flota del Bàltic. L'estiu de 1939 va ser nomenat comandant del nou submarí M-96. Quan entrà en servei a mitjans de 1940, va ser declarat el millor submarí de la Flota del Bàltic, i Marinesko va rebre un rellotge d'or.
Després de la invasió alemanya de la Unió Soviètica al juny de 1941, l'alt comandament de la Flota del Bàltic decidí que el M-96 fos enviat a la mar Càspia per servir allà com a nau d'entrenament; però no es va poder dur a terme aquesta missió a causa del bloqueig alemany de Leningrad. El 12 de febrer de 1942, rebé l'impacte d'un obús de l'artilleria alemanya, que li causà danys considerables. Les reparacions van trigar quatre mesos, i a causa de la llarga inactivitat, el nivell de l'entrenament de combat de la tripulació era baix. Marinesko començà a consolar-se amb la beguda, sent expulsat com a membre candidat al Partit Comunista.
Durant una patrulla prop de la costa finesa, el 14 d'agost de 1942, Marinesko veié la barcassa d'artilleria pesant alemanya (Schwerer Artillerie-Träger) SAT-4 "Helena". Li llançà un torpede i després informà que havia vist com s'enfonsava; però la barcassa va ser rescatada. El 1946 va ser enviada a la Flota del Bàltic com a compensació de guerra i es descobrí que el seu desplaçament no era de 7.000 tones com afirmà Marinesko, sinó que de només 400. Llavors, Marinesko exposà el seu submarí a un risc veritable en tornar prematurament sense avisar la seva base. Els patrulleres soviètiques van atacar el M-96, i només la sort evità la tragèdia. A l'octubre de 1942, el M-96 havia de desembarcar un destacament de comandos a la costa de la badia de Narva. La seva missió era atacar un estat major alemany i capturar una màquina codificadora Enigma; però només aconseguiren tornar la meitat del grup i sense la màquina. Però com que Marinesko havia acomplert amb èxit la seva tasca, va ser condecorat amb l'orde de Lenin i va ser promogut al rang de  Kapitan treti rang  (major), tornant a ser admès com a membre candidat al Partit Comunista.
A inicis de 1943 va ser nomenat comandant del modernitzat submarí S-13. De les 13 unitats del tipus S (Stalinets), sèrie IX i IXbis, només aquest va sobreviure a la guerra. Abandonant la seva base a la ciutat finesa de Hanko a l'octubre de 1944, el S-13 es posicionà prop de la península de Hel, per on passaven la majoria de les línies de comunicació navals alemanyes. Marinesko descobrí de seguida el petit transport Siegfried (563 BRT), llançant-li quatre torpedes, fallant tots quatre. Llavors emergí i obrí foc contra el vaixell amb els seus canons. Informà de 15 trets i, com a resultat, el vaixell s'enfonsà. Informà que el desplaçament del Siegfried era de 6.000 BRT; però, de fet, encara que seriosament danyat, el Siegfried aconseguí arribar al port de Danzig.
Després de passar la nit de Cap d'Any de 1945 a Hanko amb una dona sueca, propietària d'un restaurant, Marinesko va desaparèixer durant 3 dies. L'NKVD sospità que o bé havia desertat o que era un espia finès; i proposà que fos portat davant un consell de guerra com a desertor, la qual cosa podria haver estat fatal. A més, durant el període comunista no es permetia l'amistat entre els ciutadans soviètics i els estrangers. Però l'almirall Tributs, comandant de la Flota del Bàltic, advertí que en aquest cas el S-13 no estaria operatiu durant una llarga temporada. Per tant, s'envià a Marinesko en una nova missió per provar les seves capacitats.
Marinesko abandonà Hanko l'11 de gener de 1945, situant-se el 13 de gener a prop de Kolberg. Durant els dies següents el submarí va ser atacat en diverses ocasions per les llanxes torpedineres alemanyes. Però el 30 de gener tindria lloc l'atac amb torpedes del segle, l'enfonsament del vaixell de línia Wilhelm Gustloff. Marinesko havia desobeït les ordres dels seus superiors i s'havia desviat del seu sector de patrulla; quan descobrí el transatlàntic alemany i li disparà tres torpedes.
Ara se sap que el Wilhelm Gustloff estava evacuant principalment civils, i les opinions sobre aquest atac oscil·len entre l'aplaudiment i la condemna. Els seguidors de Marinesko mantenen que el vaixell anava armat, no portava correctament els senyals de vaixell hospital i portava més de 1.000 militars, incloent tropes submarines, auxiliars navals femenines, artillers que servien en els diversos canons antiaeris del vaixell i voluntaris croates. Però malgrat això, de les 6.500 persones que hi havia a bord, la majoria eren civils que fugien de l'avanç soviètic al Front Oriental, dels quals prop de la meitat eren dones i nens. Amb entre 5.300 a 9.300 víctimes, l'enfonsament del Wilhelm Gustloff és el pitjor desastre naval de la història. Durant molts anys, la Unió Soviètica negà tenir cap responsabilitat per haver enfonsat el vaixell.
Uns des després, el 10 de febrer, Alexandr Marinesko enfonsà amb dos torpedes un segon gran vaixell alemany, el Steuben (14.600 tones), que portava principalment personal militar ferit, causant unes 3.000 víctimes. Maninesko va maniobrar submergit durant dues hores, seguint l'enemic pel sonar. Estava convençut que l'objectiu era el creuer lleuger Emden (això torna a mostrar les pobres capacitats de Marinesko per identificar objectius). Amb aquestes dues victòries, Marinesko esdevingué el comandant de submarins de més èxit en termes de tonatge brut enfonsat, amb 42.000 tones enfonsades.
Malgrat els seus èxits, Marinesko no va rebre el títol d'Heroi de la Unió Soviètica: els seus comandants no acceptaren els seus informes davant l'escala de les victòries; a més, era vist com algú que despertava controvèrsia, no apte per ser un heroi. En canvi, després que es confirmessin les seves victòries, va ser condecorat amb l'orde de la Bandera Roja. Marinesko se sentí personalment insultat, i quan els oficials d'estat major van anar a condecorar-lo al seu submarí, aquest donà l'ordre de submergir-se.
Durant la seva següent missió, entre el 20 d'abril i el 13 de maig, Marinesko no va dur a terme ni un sol atac, encara que va ser enviat a una zona amb un intens tràfic de vaixells enemics. Aquesta missió va ser avaluada com a insatisfactòria.
A causa dels seus problemes de disciplina i el seu alcoholisme, al setembre de 1945 va ser retirat del comandament de submarins i transferit a un destí a terra, i va ser degradat a Tinent Superior, i al novembre va ser llicenciat de la Marina. Durant els anys següents, Marinesko s'arruïna completament a si mateix. El 1949 va ser condemnat a dos anys d'empresonament al camp de presoners de Kolima (Sibèria). Després del seu alliberament, es traslladà a Leningrad on va treballar en una companyia naviliera. Va morir al novembre de 1963 a Leningrad a conseqüència d'una úlcera.
Marinersko va rebre el títol d'Heroi de la Unió Soviètica de manera pòstuma el 5 de maig de 1990, en ocasió del 45è aniversari de la Victòria a Europa. El Museu dels Submarins de Sant Petersburg va rebre el seu nom, i se li dedicaren monuments a Kaliningrad, Kronstad i Odessa. És un dels personatges principals de la novel·la Com els crancs, de Günter Grass (2002), que és una barreja de ficció i realitat, i on es descriu en detall l'enfonsament del Wilhelm Gustloff.

## Condecoracions
- Heroi de la Unió Soviètica (concedida el 5 de maig de 1990 a títol pòstum)
- Orde de Lenin (2)
- Orde de la Bandera Roja (2)
- Medalla pel Servei de Combat
- Medalla de la defensa de Leningrad
- Medalla de la victòria sobre Alemanya en la Gran Guerra Patriòtica 1941-1945
- Medalla del 250è Aniversari de Leningrad